# X Korpus Armijny (III Rzesza)
X Korpus Armijny – niemiecki korpus piechoty, uczestniczył w agresji na Polskę i Francję oraz ataku na Związek Radziecki. 
Jednostka została sformowana w 1935 roku. Uczestniczyła w 1939 roku w agresji na Polskę. W tym czasie dowodzona była przez gen. Wilhelma Ulexa i wchodziła w skład 8 Armii. Następnie X Korpus Armijny uczestniczył w 1940 roku w inwazji na Francję, biorąc udział w bitwie pod Dunkierką. W 1941 roku uczestniczył w agresji na ZSRR, na terenie którego walczył do 1944 roku. X Korpus Armijny (X KA) wchodzący w skład 18 Armii należącej do Grupy Armii Północ, został odcięty w październiku 1944 roku w Kurlandii od reszty sił armii niemieckiej przez 1 FB i 2 FB Armii Czerwonej.

## Dowództwo korpusu
Dowódcy:
- gen. Wilhelm Ulex[5] 26.08.1939 – 15.10.1939
- gen. Christian Hansen 15.10.1939 – maj 1942
- gen. Otto von Knobelsdorff maj 1942 – czerwiec 1942
- gen. Christian Hansen czerwiec 1942 – 1.07.1943
- gen. por. Otto Sponheimer 1.07.1943 – 31.07.1943
- gen. Christian Hansen 1.08.1943 – 4.11.1943
- gen. Thomas-Emil von Wickede 4.11.1943 – 23.06.1944
- gen. Friedrich Köchling 25.06.1944 – 3.09.1944
- gen. Hermann Foertsch 21.09.1944 – 21.12.1944
- gen. por. Johannes Mayer 21.12.1944 – 27.12.1944
- gen. Siegfried Thomaschki 27.12.1944 – do kapitulacji[6]

Szefowie sztabu:
- płk Gerhard Körner (w czasie ataku na Polskę[5])

## Struktura organizacyjna
Skład w 1939 roku (w czasie agresji na Polskę):
- 24 Dywizja Piechoty
- 30 Dywizja Piechoty[7]

Skład w lipcu 1943 roku:
- 30 Dywizja Piechoty
- 126 Dywizja Piechoty
- 329 Dywizja Piechoty
- 5 Dywizja Strzelców
- 8 Dywizja Strzelców

Skład w czerwcu 1944 roku:
- 263 Dywizja Piechoty
- 290 Dywizja Piechoty
- 389 Dywizja Piechoty